# Kultur Argentiniens
Die Kultur Argentiniens ist so variantenreich wie die Geographie des Landes und die Mischung der verschiedenen ethnischen Gruppen. Die moderne argentinische Kultur wurde hauptsächlich beeinflusst durch die europäische Immigration, auch wenn im Bereich von Musik und Kunst die Einflüsse der Ureinwohner Südamerikas sowie afrikanische Wurzeln nicht zu leugnen sind.
Buenos Aires und andere Städte sind gekennzeichnet durch eine Mischung aus europäischen Architekturstilen der letzten 200 Jahre. In älteren Siedlungen und einzelnen älteren Stadtvierteln finden sich jedoch auch solche aus der Kolonialzeit, Überbleibsel aus der spanischen Vergangenheit des Landes. Neben zahlreichen Museen, Kinos und Galerien in den urbanen Zentren bestehen weiterhin traditionelle Etablissements wie Literaten-Bars oder Bars mit Live-Musik verschiedener Genres.

## Theater
Die Geschichte des argentinischen Theaters führt zurück bis zum Komödien-Theater „La Ranchería“, das 1783 vom Vizekönig Juan José de Vértiz y Salcedo gegründet wurde. 1804 wurde das Teatro Coliseo in Buenos Aires eröffnet. Es besteht noch heute und ist damit die älteste noch existierende Bühne des Landes. Unter der Präsidentschaft von Juan Manuel de Rosas litt auch die Theaterszene, gewann jedoch wieder Auftrieb während des wirtschaftlichen Aufschwungs gegen Ende des 19. Jahrhunderts. Die Eröffnung des Teatro Colón 1857 war eine Art Initialzündung für das argentinische Theater. Außer für Operninszenierungen wird es auch für Sprechtheater und Konzerte genutzt. Als Antonio Petalardo 1871 das Teatro Ópera eröffnete, wurden dadurch auch andere inspiriert, ähnliches zu tun.

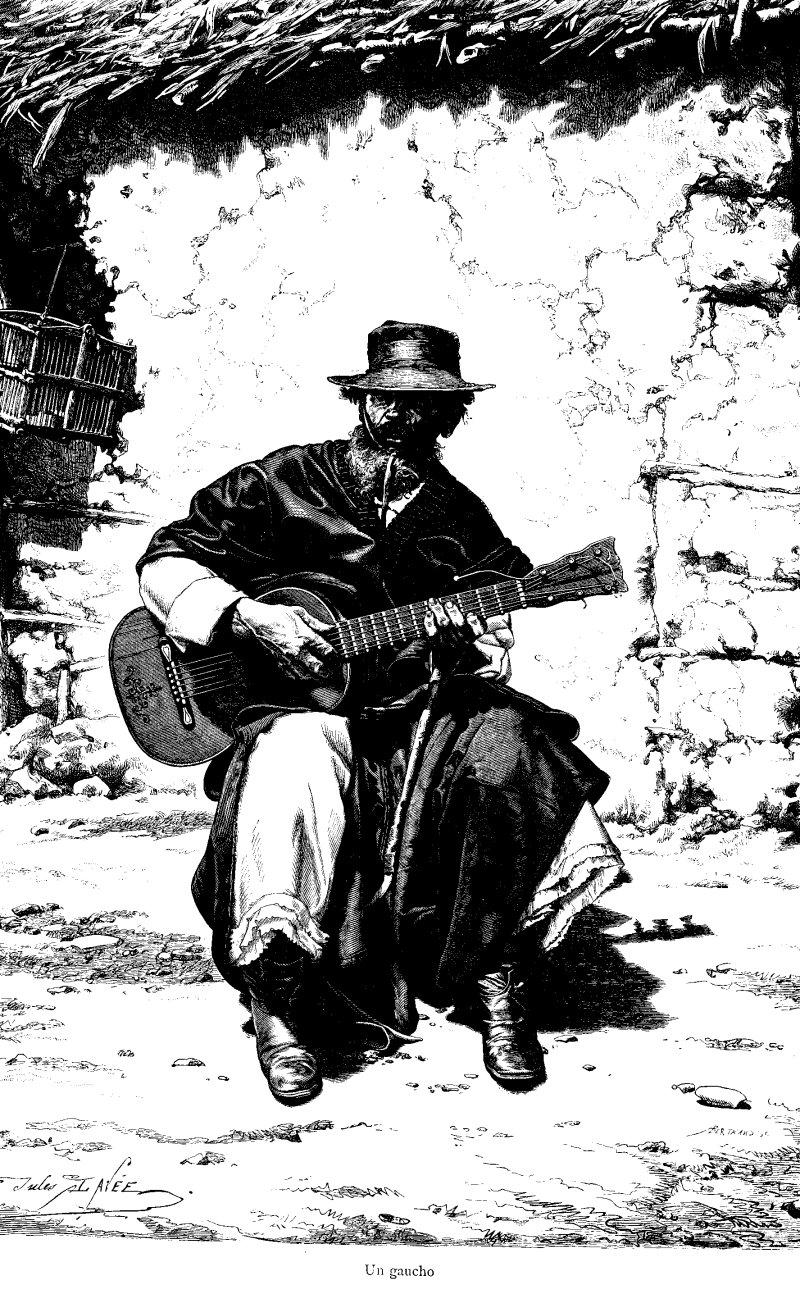
Gaucho Ende des 19. Jahrhunderts

Die Ermordung des „fahrenden Sängers“ Juan Moreira 1874 machte diesen zu einem Helden der Dramatiker. Das Verbrechen, das alle Elemente einer Tragödie besaß, inspirierte Eduardo Gutiérrez 1884 zu seinem Stück Juan Moreira. In den Folgejahren wurden Gauchos daraufhin zur Inspirationsquelle des argentinischen Theaters. Die spanische Literatur übernahm die Figur des Gauchos, als die spanische Theaterproduzentin María Guerrero mit ihrer Kompanie 1897 nach Argentinien übersiedelte. Durch sie wurde das Teatro Odeón zur wichtigsten Bühne in Argentinien und 1921 bekam das Land mit dem Teatro Cervantes ein Nationaltheater.
Die europäische Einwanderungswelle löste einen kulturellen Wandel im argentinischen Theater aus. Florencio Sánchez, einer der Pioniere des professionellen Theaters in Argentinien und Uruguay, war auch Hauptvertreter dieser neuen Richtung. Das Lokalkolorit wurde zur Hauptinspiration für Dramatiker wie Roberto Arlt, Gregorio de Laferrère, Armando Discépolo und Roberto Payró in den 1920er und 1930er Jahren. Gleichzeitig kam es zur Wiederbelebung des Amateurtheaters. Die Teatro Independiente-Bewegung schuf ein Gegengewicht zum professionellen Theater und inspirierte eine neue Generation von jungen Theaterautoren wie Copi, Agustín Cuzzani, Osvaldo Dragún und Carlos Gorostiza.
Gorostiza und andere Dramatiker machten ab 1950 auch das „Realistische Theater“ populär, ein Genre, das u. a. von Ricardo Halac und Roberto Cossa entwickelt wurde.
Nach 1960 entwickelte sich das „Absurde Theater“, eine Richtung, für die u. a. Griselda Gambaro und Eduardo Pavlovsky stehen. Hieraus entstanden auch die grotesken Stücke von Julio Mauricio und Roberto Cossa, deren Stück La Nona, das später auch verfilmt wurde, 1977 Kultcharakter hatte.
Die letzte Diktatur in Argentinien ab 1976 stellte die größte Herausforderung für die argentinische Theaterszene dar seit der Ära von de Rosas in der Mitte des 19. Jahrhunderts. Zahlreiche Schauspieler, Dramatiker und Techniker emigrierten nach der Machtübernahme von Videla. Um 1980 herum ließ die Unterdrückung von Künstlern etwas nach und der Autor Osvaldo Dragún mobilisierte Kollegen, um 1981 eine verlassene Fabrik für das Improvisationstheater Teatro Abierto herzurichten. Dieser Erfolg wurde allerdings von dem Bombenanschlag auf das „Teatro Picadero“ gedämpft.
1983 kehrte das Land mit allgemeinen Wahlen zur Demokratie zurück. Etablierte Autoren und Regisseure wie Roberto Cossa, Lito Cruz, Carlos Gorostiza und Pepe Soriano sowie jüngere Dramatiker wie Luis Agostoni, Carlos María Alsina, Eduardo Rovner und Rafael Spregelburd kamen zurück und nahmen ihre Arbeit wieder auf.
Allein in Buenos Aires werden jedes Wochenende über 80 Produktionen gezeigt, darunter Werke der oben genannten Autoren oder auch lokale Inszenierungen internationaler Werke. Beliebt sind auch Musicals und komödiantische Werke, z. B. solche des Satirikers Enrique Pinti, des Geschichtenerzählers Luis Landriscina und das musikalische Kabarett Les Luthiers.
International bekannt war Anfang der 2000er Jahre auch die Performance-Show von De La Guarda, die eine Mischung aus Tanz, Akrobatik, Theater und Musik zeigte.

## Film
Hauptartikel: Film in Argentinien

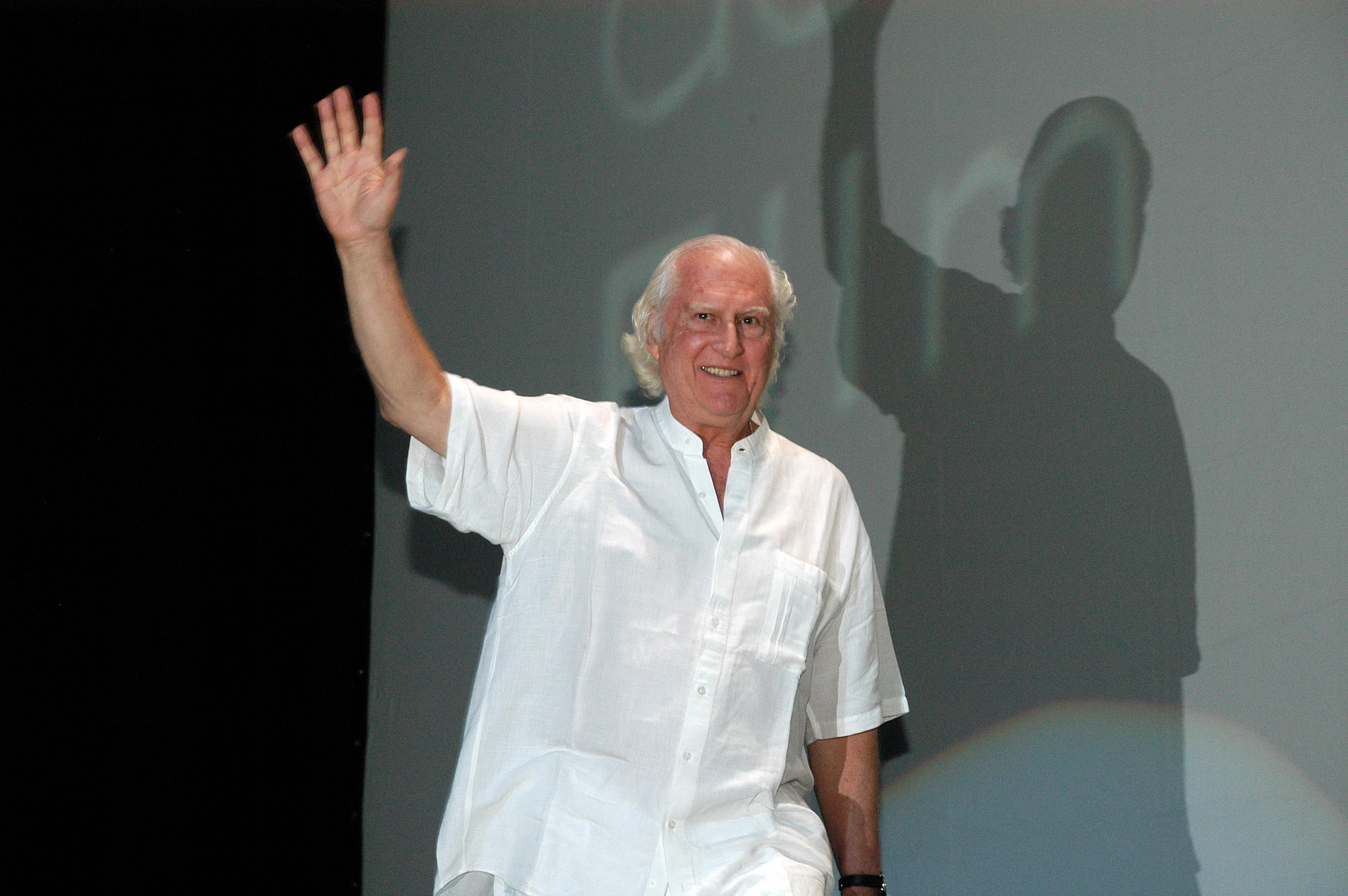
Fernando Pino Solanas, 2008

Das argentinische Kino hat eine lange Tradition und ist wichtiger Bestandteil der argentinischen Kultur sowie eine der wichtigsten Filmindustrien in der spanischsprachigen Welt. Seit den Anfängen des argentinischen Films wurden mehr als 2.500 Werke produziert.
Die erste Filmvorführung in Buenos Aires fand 1896 statt, nur ein Jahr nach dem „Debüt“ in Paris. Noch im gleichen Jahr wurden drei Kurzfilme gedreht, die Sehenswürdigkeiten in der Stadt zeigen; ein paar Monate später entstand der Kurzfilm La bandera argentina. Die argentinischen Künstler nahmen das neue Medium begeistert auf, Themen kamen aus der argentinischen Geschichte und Literatur, z. B. aus dem Nationalhelden-Epos Martín Fierro. Gegen Ende der 1920er Jahre wurde oft auch der Tango eingebunden. Mit der Erfindung des Tonfilms nahmen solche Filme noch zu.
1930 entstand der erste Tonfilm. Mit seiner durchschnittlichen Produktion von 42 Filmen pro Jahr war Argentinien eine der führenden Filmindustrien; auch damals wurden nicht nur durchweg Unterhaltungsfilme gedreht, sondern der Schwerpunkt lag auf politischen und sozialkritischen Themen. Mit dem Amtsantritt von Perón nahmen die Zensur und der Druck durch die katholische Kirche zu, gleichzeitig gewannen US-amerikanische Filme an Beliebtheit. Auch das Fernsehen, das 1951 Einzug in Argentinien hatte, verringerte das Interesse am Kino. 1957 wurde daher das „Instituto Nacional de Cinematografía“ gegründet, dessen Aufgabe es u. a. war, Filme zu finanzieren.
Ab den späten 1950er Jahren nahm die Qualität und internationale Beachtung des argentinischen Kinos zu. Fernando „Pino“ Solanas ist ein Regisseur dieser Zeit, der bis zu seinem Tod 2020 tätig war. Auch das „Ciné Vérité“ aus Frankreich beeinflusste argentinische Filmemacher. Der Waffenstillstand (La tregua) von Sergio Renán wurde für einen Oscar nominiert. Ab ca. 1965 bis Anfang der 1970er Jahre wurden aber auch viele Sex-Komödien produziert und schockierten das Publikum mit einer bisher nicht gezeigten Menge nackter Haut. Die Militärdiktatur ab 1976 führte erneut zu Zensur, weshalb argentinische Filmemacher sich auf unbeschwerte, fröhliche Themen verlegten. Eines der bekanntesten Werke dieser Zeit ist „La nona“ (Die Großmutter).
Mit dem Rückgang der Zensur und schließlich der Rückkehr der Demokratie wurden Themen wie Korruption und Straflosigkeit angeprangert und die jüngste Vergangenheit aufgearbeitet. Zu den bekanntesten Werken gehören Die offizielle Geschichte von Luis Puenzo und Süden – Sur von Solanas.
In den 1990er Jahren entstand das „Neue Kino“, Filme wie Ein Ort auf dieser Welt (Un lugar en el mundo) wurden für den Oscar nominiert. Ein weiterer Klassiker ist Pizza, birra, faso. Weitere Oscar-nominierte Filme der letzten Zeit waren Der Sohn der Braut und El Aura. Einen Preis beim Filmfestival in Cannes erhielt XXY von Lucía Puenzo.
2010 gewann der argentinische Film In ihren Augen (El secreto de sus ojos) neben anderen Auszeichnungen den Oscar für den besten nicht-englischsprachigen Film. Drehbuch und Regie stammen von Juan José Campanella (und 1985 La Historia Oficial (Luis Puenzo)).

## Musik
Hauptartikel: Argentinische Musik, Argentinische Rock- und Popmusik

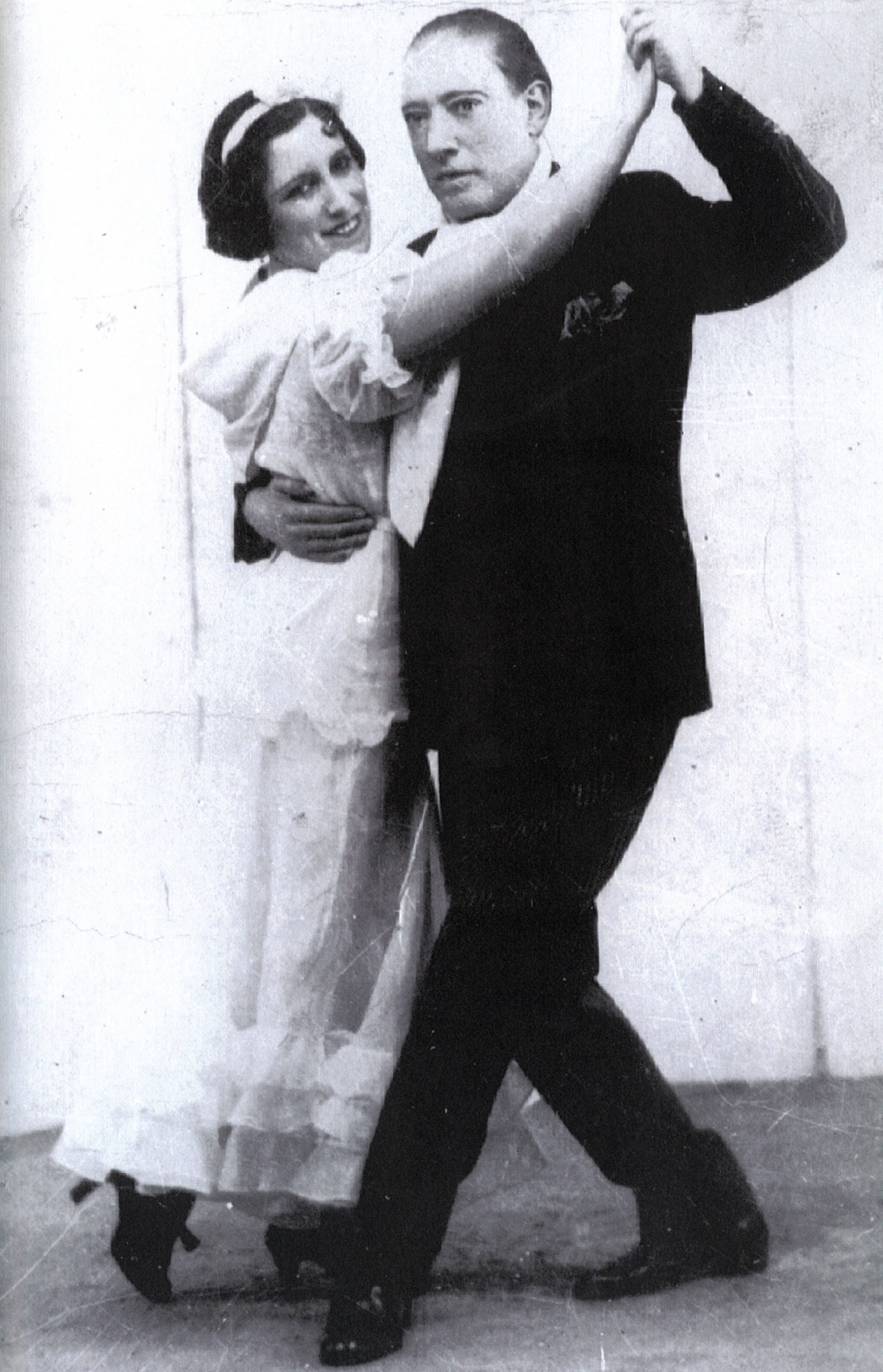
Tango tanzendes Paar

Der Tango Argentino prägt häufig das Image Argentiniens im Ausland. Während außerhalb Argentiniens mit Tango für gewöhnlich die Musik und der Tanz verbunden werden, sind für Argentinier die Texte genauso wichtig. Tangolieder sind eine spezielle Form der Poesie in Argentinien und enthalten oft Wörter oder Redewendungen in Lunfardo, einem lokalen Jargon. Der Tango erhielt mit den Kompositionen von Astor Piazzolla, der die Musik von Carlos Gardel neu definierte, neuen Aufschwung.
Folkmusik und Folkloretanz sind beliebt im ländlichen Argentinien und sind eine Mischung aus verschiedenen einheimischen und europäischen Stilen. Beispiele sind der Chamamé aus Mesopotamia und der Chacarera aus Santiago del Estero.
Seit den 1970er Jahren wird Rockmusik weithin geschätzt. Zuerst in den 1970er und dann wieder ab 1985 und in den frühen 1990er Jahren ist einheimische Rock- und Popmusik sehr populär und neue Bands wie Soda Stereo und Sumo sowie Komponisten wie Charly García und Fito Páez sind bedeutende Vertreter nationaler Kultur. Argentinischer Rock und Pop machten den Weg frei für andere Stilrichtungen, z. B. Ska, Techno, Eurodance, Electronica und die verschiedenen Richtungen der Cumbia.
Jazz ist nach wie vor beliebt in Argentinien und kann auf verschiedenen Jazz-Festivals gehört werden, die mehr oder weniger regelmäßig seit den 1990er Jahren an verschiedenen Orten stattfinden. Eines der bekannteren Festivals ist das Buenos Aires Jazz Festival, das seit 2002 auf Initiative der Stadtregierung jährlich veranstaltet wird.
Eine Reihe argentinischer Rock- und Jazzmusiker wurden bekannte Filmmusikkomponisten. Der Big-Band-Leader Lalo Schifrin wurde international bekannt, nachdem er 1966 das Thema für „Mission:Impossible“ komponierte. Emilio Kauderer schreibt Filmmusik für das argentinische Kino seit den 1970er Jahren und schuf u. a. auch die Musik für den US-amerikanischen Film „Friends & Lovers“. Als erfolgreichster Filmkomponist wird jedoch Gustavo Santaolalla angesehen, der 2006 und 2007 jeweils einen Oscar erhielt.
Auch europäische klassische Musik ist beliebt in Argentinien. Das Teatro Colón mit seinem Philharmonischem Orchester in Buenos Aires gehört zu den besten Opernhäusern der Welt. Musiker wie Martha Argerich, Sol Gabetta, der Dirigent Daniel Barenboim und klassische Komponisten wie Alberto Ginastera sind international renommiert. Die meisten größeren Städte und auch viele der kleineren unterhalten Konzertsäle, philharmonische Orchester und Kammermusik-Ensemble. Zu den bekanntesten Ensembles gehört das Camerata Bariloche, das 1967 von Alberto Lysy gegründet wurde.

## Tanz
Ebenso wie die Tangomusik ist auch der Tango-Tanz sehr populär in Argentinien und hat gleichfalls eine lange Tradition, die gerade in den letzten Jahren in Buenos Aires, aber auch in anderen argentinischen Städten wieder gepflegt wird. In zahlreichen Milongas (Tangotanzsäle) wie dem Salon Canning finden Tanzabende statt und in vielen Cafés der Hauptstadt, z. B. im Café Tortoni, werden mehr oder weniger touristische Aufführungen gezeigt. Das historische Tango-Lokal Café de los Angelitos wurde nach 15 Jahren am 1. Mai 2007 wiedereröffnet.
Der Tanz entstand gegen Ende des 19. Jahrhunderts, als europäische Einwanderer ihre Einsamkeit mit Kellnerinnen oder Prostituierten in den Cafés vertrieben. Die sog. „besseren“ Kreise lehnten den neuen Tanz zunächst als vulgär ab, über Paris gelangte er nach Europa und kehrte gegen 1913 nach Buenos Aires zurück, wo er schließlich anerkannt wurde.
Zu den traditionellen Volkstänzen des Landes gehören der Chacarera, der Zamba/Samba und der Carnavalito, zusammenfassend auch Folklórico genannt.
Auch das klassische Ballett ist beliebt und Opernhäuser wie das Teatro Colón in Buenos Aires unterhalten eigene Kompanien. Bekannte Balletttänzer aus Argentinien sind u. a. Julio Bocca, Maximiliano Guerra, Marianela Nuñez, Iñaki Urlezaga und Paloma Herrera, die auch im Ausland auftreten. Bekannte Kompanien, die nicht an Theater gebunden sind, sind u. a. das von Bocca gegründete Ballet Argentino, das Ballet del Mercosur und Ballet Concierto. Die Truppen El Descueve, Grupo Krapp und Compania Contenido Bruto stehen für eine experimentelle Mischung aus Tanz und Theater.

## Malerei und Bildhauerei
Argentinische Maler und Bildhauer haben eine reiche Vergangenheit, die sowohl auf die Zeit vor als auch nach der Entstehung des modernen Argentiniens in der zweiten Hälfte des 19. Jahrhunderts datiert ist.
Obwohl das Gebiet, das heute Argentinien ausmacht, während der letzten Eiszeit unter Eis lag und daher im archäologischen Sinne weniger ergiebig ist als die Territorien seiner Nachbarn, sind durchaus prähistorische Felsmalereien in Höhlen im ganzen Land vorhanden. Jedoch ist das Erbe an Kunst von Ureinwohnern bescheidener als z. B. in Peru.
Kurz nach seiner Unabhängigkeit 1816, begannen europäische Landschaftsmaler die ausgedehnte argentinische Landschaft zu erforschen. In den 1830er Jahren wurde Carlos Morel der erste einflussreiche argentinische Maler und die naiven, aus dem alltäglichen Leben genommenen Porträts machten Prilidiano Pueyrredón in jenen frühen Tagen zu einem der wenigen erfolgreichen Künstler aus Argentinien.
Das künstlerische Schaffen in Argentinien kam jedoch erst wirklich nach dem Ende der Diktatur von de Rosas in Schwung. Einwanderer wie Eduardo Schiaffino, Eduardo Sívori, Reynaldo Giudici und Ernesto de la Cárcova hinterließen ein Erbe, das bis heute Einfluss auf die Kunst des Landes hat.
Der Impressionismus erreichte die argentinischen Künstler erst ab 1900 und hatte keine so große Anhängerzahl wie in Europa, obwohl er durchaus einflussreiche Künstler wie Martín Malharro, Ramón Silva und Fernando Fader inspirierte. Dem Impressionismus folgten Realismus und Ästhetizismus, sowohl in der Malerei als auch in der Bildhauerei. Eine bekannte Vertreterin dieser Epoche ist die Bildhauerin Lola Mora.

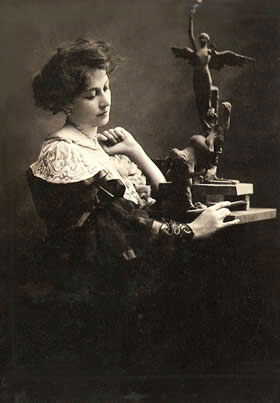
Lola Mora, aufgenommen etwa 1903

Wie Lola Mora es war, bevor sie in der „besseren“ Gesellschaft in Ungnade fiel, wurden Monumental-Bildhauer ab 1900 stark nachgefragt, vor allem von Stadtverwaltungen und von wohlhabenden Familien, die untereinander um das bewegendste Mausoleum für ihre Verstorbenen wetteiferten. Obwohl französische und italienische Bildhauer bevorzugt wurden, machten die gefühlvollen Monumente und Denkmäler die Einheimischen Erminio Blotta und Rogelio Yrurtia unsterblich. Nicht so realistisch wie die Werke von einigen „Belle Epoque“-Vorgängern, inspirierten die subtilen impressionistischen Werke von Yrurtia argentinische Studenten wie Antonio Pujía, dessen international gerühmte weibliche Torsos den Betrachter mit ihren skurrilen und surrealistischen Noten überraschen.
Sowohl ein intellektueller, als auch ein künstlerischer Bund, waren die Maler Antonio Berni, Lino Enea Spilimbergo und Juan Carlos Castagnino Freunde und Kollegen. Zusammen haben sie 1933 auch an Meisterstücken wie den Deckenfresken in der Galerías Pacífico in Buenos Aires gearbeitet.
Ähnlich wie in Mexiko, waren Wandmalereien unter argentinischen Künstlern sehr populär. Unter den ersten, die ihre düstere Umgebung als Canvas benutzten, war Benito Quinquela Martín, dessen kubistischen Wandgemälde in La Boca aus den 1920ern und 1930ern historische Monumente wurden. Lithographien wurden in Argentinien erst populär, als sie bereits andernorts bekannt waren. Künstler wie Adolfo Bellocq nutzten dieses Medium, um die harten Arbeitsbedingungen im wachsenden Industriesektor Argentiniens der 1920er und 1930er zu porträtieren. Bellocqs Arbeiten hatten auch international Einfluss auf andere Künstler.
Die Avantgarde im kulturell konservativem Argentinien, Futuristen und Kubisten wie Xul Solar und Emilio Pettoruti hatten eine etwa gleich große Anhängerschaft wie die weniger abstrakten und sentimentaleren Porträt- und Landschaftsmaler, z. B. Raul Soldi.
Ebenso existierten traditionell-abstrakte Künstler wie Luis Barragán, Romulo Macció, Eduardo Mac Entyre, Luís Noé und Luis Seoane mit gleicher Anziehungskraft neben Konzeptkünstlern wie Pérez Celis, Gyula Kosice, Mitglied der argentinischen Movimiento Madí und Marta Minujín, eine der angesehensten Gefährten von Andy Warhol.
Das Erscheinen von Avantgarde-Genres in Argentinien brachte auch Konstruktivismus hervor, darunter Anselmo Piccoli und León Ferrari, letzterer einer der weltweit führenden Künstler in seiner Kunstgattung. In den 1960ern und 1970ern fanden viele der abstrakten Motive dieser Maler ihren Weg in die Werbung und wurden sogar für Firmenlogos genutzt.
Die Vorliebe der Argentinier für naïve Kunst und einfache Keramik, bedingt durch ihren sentimentalen Charakter, sollte nicht übergangen werden. Seit den Tagen von Prilidiano Pueyrredón haben Künstler wie Cándido López die Absurdität des Krieges eingefangen, Susana Aguirre und Aniko Szabó die Eigenheiten aus dem Alltagsleben und Gato Frías Kindheitserinnerungen. Die ironischen Beschreibungen des Gaucho-Lebens des Illustrators Florencio Molina Campos haben bis heute als Sammlerstücke überlebt.
Um argentinische und lateinamerikanische Kunst der Öffentlichkeit zu präsentieren, stellte der Kunstsammler Eduardo Costantini einen Großteil seiner Sammlung bereit und begann 1998 mit dem Bau der ersten größeren Institution in Buenos Aires, die auf Werke von lateinamerikanischen Künstlern spezialisiert ist. Das durch die Stiftung von Constantini getragene Museum MALBA öffnete drei Jahre später, im Jahre 2001. Weitere bedeutende Museen des Landes, in denen oben genannte Künstler gezeigt werden, sind das Museum der Schönen Künste in Buenos Aires, die private Colección Fortabat und das Museum für Moderne Kunst San Telmo.

## Architektur
Hauptartikel: Architektur in Argentinien
Beispiele für Architektur in Argentinien reichen fast bis zur ersten Jahrtausendwende zurück: In der Provinz Jujuy, im Nordwesten Argentiniens, errichteten die Tilcara-Indianer vor ca. 900 Jahren die präkolumbische Festung Pucará de Tilcara.
Aus der Kolonialzeit ab 1580 sind vor allem religiöse Gebäude und Siedlungen der Jesuiten in der Provinz Misiones erhalten geblieben, so z. B. San Ignacio Miní, nordöstlich von Posadas. Die Mission Alta Gracia in der Provinz Córdoba wurde neben vier anderen Stätten der Provinz von der UNESCO zum Weltkulturerbe erklärt. Bemerkenswert ist auch die Manzana de los Jesuitas, ein Komplex im Zentrum von Córdoba, zu dem auch zwei Kirchen und ein Kolleg gehören.
In der Gegend um die Schlucht Quebrada de Humahuaca sind viele Adobekirchen zu sehen. Die noch bestehenden Kirchen sind zumeist Wiederaufbauten von durch Erdbeben zerstörten Kirchen aus dem 17. und 18. Jahrhundert. Auch Salta ist bekannt für seine spanische Kolonialarchitektur. Hierzu gehört z. B. das aus dem 16. Jahrhundert stammende Karmelitinnenkloster Convento de San Bernardo. Eines der ältesten Gebäude in Buenos Aires ist der Cabildo, der im 18. Jahrhundert fertiggestellt wurde und nach der Erklärung der Unabhängigkeit Buenos Aires’ 1810 als erster Regierungssitz diente.
Mit dem wirtschaftlichen Aufschwung am Ende des 19. Jahrhunderts entstanden in den großen Städten Boulevards, öffentliche Gebäude und private Wohnhäuser vorzugsweise nach Pariser Vorbild, so z. B. die Avenida Alvear, der Palacio Ferreyra im Louis-XVI-Stil oder der Palacio San Martín. Der Kongresspalast von 1906 erinnert dagegen mit seiner Kuppel an das Capitol. Auch der Jugendstil wurde von Europa übernommen. Ein Beispiel dafür ist das Hotel Chile in Buenos Aires.
Ab den 1920er Jahren hielt die Hochhausarchitektur in Argentinien Einzug. Das erste Gebäude dieser Art war der Palacio Barolo, der zwölf Jahre lang das höchste Gebäude in Buenos Aires war. Aus den 1950ern ist vor allem die Banco de Londres zu erwähnen, ein Versuch, die zunehmende Gesichtslosigkeit in der Architektur zu bekämpfen.
Ein Großprojekt der jüngeren Zeit ist die Wiederbelebung des lange brachliegenden Hafenviertels Puerto Madero. Die alten Speicher wurden umgewandelt in Restaurants und Büros, die Umgebung durch Apartmenthochhäuser und Museen wie die Colección Fortabat aufgewertet.
War zu Beginn des vergangenen Jahrhunderts der Palacio Barolo mit seinen 100 Metern Höhe und dem Leuchtfeuer auf dem Dach, das bis Montevideo zu sehen war, noch eine Sensation, geht es in Buenos Aires nun immer höher hinaus: Für 2011 ist die Eröffnung eines 250 Metern hohen Hotelgebäudes geplant.
Siehe auch: Bauwerke in Buenos Aires, Liste der Nationalen Historischen Monumente Argentiniens

## Sprache

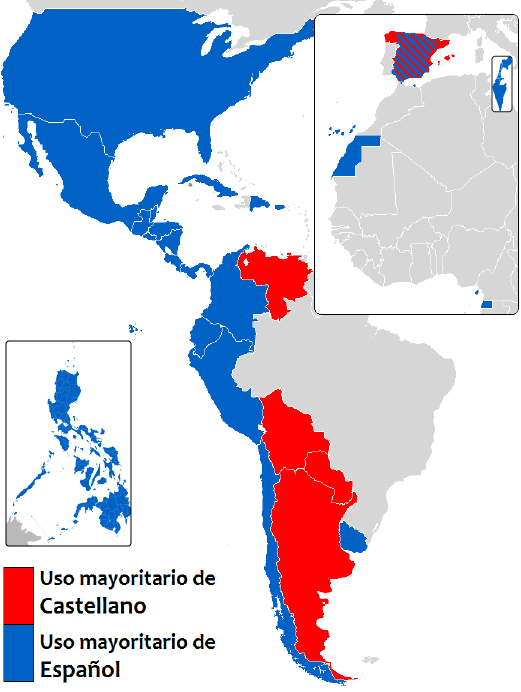
Verteilung von “Spanisch” und “Castellano” in Mittel- und Südamerika

Argentiniens Amtssprache ist Spanisch (hier für gewöhnlich „Castellano“ genannt). Es gibt viele Variationen des Spanischen in Argentinien, und jede Provinz hat ihren eigenen Akzent.
„Río-de-la-Plata-Spanisch“ ist die Variante, die in allen Städten nahe dem Río de la Plata gesprochen wird. Sie ist charakterisiert durch den Gebrauch von „vos“ anstelle von „tú“ („Voseo“) und einen ausgeprägten Yeísmo / Žeísmo / Šeísmo bei dem [ʎ] und [j] als [ʒ] (Žeísmo) bzw. [ʃ] (Šeísmo) gesprochen wird.
Einige Einwanderergruppen behielten ihre Sprachen bei, um ihre Identität zu wahren. So werden in Argentinien auch Italienisch, Deutsch, Englisch und Französisch gesprochen. Die walisische Gemeinde in Patagonien hält zuweilen Eisteddfods ab, ebenso pflegen die Nachfahren von Basken, Arabern und Ukrainer mitunter ihre Herkunftssprachen. In der jüngeren Vergangenheit zogen vermehrt Chinesen und Südkoreaner zu. Sie leben in den größeren Städten wie Buenos Aires und Rosario und sprechen untereinander in ihren eigenen Sprachen. Einige Gruppen haben auch Zeitungen in ihren Muttersprachen. Für das Deutsche ist das Argentinische Tageblatt das bekannteste Medium.
Die meisten Argentinier verstehen, wegen der Ähnlichkeit mit Spanisch, einfach gesprochenes Italienisch und Portugiesisch.
Außerdem gibt es 23 Sprachen der Ureinwohner, die jeweils in einzelnen Teilen des Landes gesprochen werden, darunter Quechua, Mapuche, Guaraní, Toba und Wichí.

## Religion
Argentinier gehören in der Mehrheit der römisch-katholischen Kirche an. Nach Aussagen verschiedener Studien bezeichneten sich in der Vergangenheit rund 90 % als katholisch. Die Kirche selber schätzt die Religionszugehörigkeit auf nur 70 %. Eine landesweite Untersuchung unterstützte diese Schätzung: Danach bezeichneten sich 76 % als dem katholischen Glauben zugehörig. Der Report on International Religious Freedom 2017 verzeichnet für Argentinien 71 % Katholiken.
Den evangelischen Kirchen, die seit den 1980er Jahren Fuß fassen konnten, gehören rund 9–11 % der argentinischen Bevölkerung an. Unter den protestantischen Gemeinden finden sich auch Pfingstgemeinden und andere traditionelle evangelische Glaubensgemeinschaften.
Mitglieder der Kirche Jesu Christi der Heiligen der Letzten Tage (Mormonen), geschätzt mehr als 330.000 (somit die siebtgrößte Mormonen-Gemeinde der Welt), sind ebenfalls präsent.
Argentinien ist auch Heimat für die größte jüdische Gemeinde in Südamerika, allerdings hat sie seit den 1960er Jahren abgenommen. Aktuell gehören ihr ca. 250.000 – 300.000 Mitglieder an. Die argentinische jüdische Gemeinde war nach dem Zweiten Weltkrieg die drittgrößte (nach den USA und der UdSSR), als sie rund 400.000 Mitglieder hatte. Seitdem, bedingt durch die Anziehungskraft von Israel und wirtschaftlichen und kulturellen Druck, haben viele das Land verlassen. Die derzeitige Situation in Israel jedoch bewirkt einen leichten Umkehrtrend seit 2003.
Dem Islam gehören ungefähr 1,5 % der Bevölkerung an, das sind absolut 450.000 bis 600.000 Menschen. 93 % davon sind Sunniten. Buenos Aires ist auch Standort für eine der größten Moscheen in Lateinamerika, der König-Fahd-Moschee.
Ungefähr 11 % der Argentinier sind nichtreligiös. Diese Zahl schließt solche ein, die zwar an Gott glauben, aber nicht an Religion, Agnostiker (4 %) und Atheisten (5 %). Lediglich 24 % aller Gläubigen besuchen regelmäßig Gottesdienste und nur unter den Protestanten geht die Mehrheit regelmäßig in die Kirche.
Gemäß der Verfassung Argentiniens soll die argentinische Regierung den römisch-katholischen Glauben unterstützen und bis 1994 war es Voraussetzung, dass der Präsident und sein Stellvertreter der katholischen Kirche angehörten. Der Katholizismus hat bis heute Einfluss auf die Regierung und auf die Gesetzgebung. Die öffentliche Meinung ist gegen den Status der katholischen Kirche in Argentinien als alleiniger Empfängerin öffentlicher Gelder (nur jeder Dritte unterstützt dieses), gleichwohl billigt die Mehrheit die Verwendung von Steuergeldern für religiöse Sozial- und Wohlfahrtsarbeit, für die Unterhaltung kirchlicher Gebäude und für den Religionsunterricht in den Schulen.

## Küche
Hauptartikel: Argentinische Küche, Weinbau in Argentinien
Die Argentinische Küche ist stark von der europäischen beeinflusst. Besonders aufgrund des Einflusses der italienischen, der spanischen und der französischen Küche kann man sie als eine Variante der mediterranen Küche bezeichnen. Argentinien ist bekannt für das Asado, über Holzkohle gegrilltes Fleisch (hauptsächlich vom Rind) und Innereien. Es gibt Restaurants, die sich ausschließlich auf Asados spezialisiert haben („Parrilla“) und viele andere Gaststätten haben ebenfalls Asado auf ihren Speisekarten stehen.
Argentinier konsumieren große Mengen an Rindfleisch. Zwar wurde während der letzten Wirtschaftskrise Fleisch für viele teuer, dennoch ist es vergleichsweise preiswert im Verhältnis zu seiner Qualität. Fleischexporte sind für gewöhnlich reguliert und die EU hat Quoten für Importe von gefrorenem Fleisch eingeführt, die nicht überschritten werden können.
Traditionelle Gerichte im ländlichen Argentinien wie z. B. Locro sind bekannt seit der präkolumbischen Zeit. Locro besteht aus Mais, Bohnen und Kürbis und wird in vielen Orten traditionell an nationalen Feiertagen gegessen. Ein anderes traditionelles Gericht ist die Empanada, ein halbrundes Teigstück mit verschiedenen Füllungen (u. a. Hackfleisch, Oliven, hartgekochtem Ei, Kartoffelwürfeln, Schinken, Käse und vielen anderen Varianten). Sie wird gebacken oder frittiert.
Standards der italienischen Küche wie Pizza und Pasta sind weit verbreitet. Beliebt ist die einfache Pizza mit Tomaten, Käse und Schinken, aber es gibt viele weitere Kombinationen. Auch Nudelgerichte sind sehr populär, entweder schlicht mit Butter oder Öl oder begleitet von Tomatensaucen oder Saucen auf Bechamel-Basis.

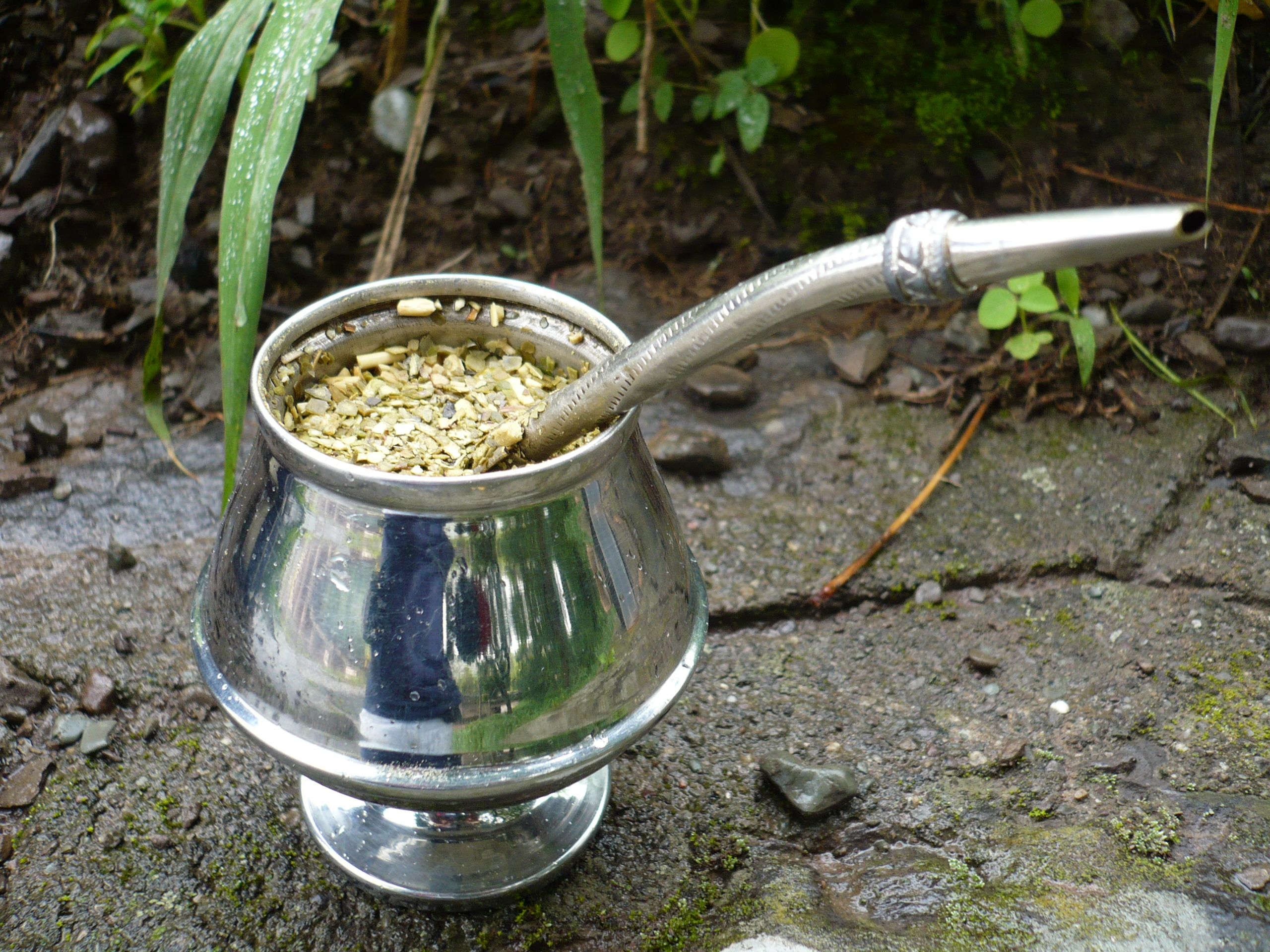
Mate in dem typischen Becher mit „Bombilla“

Unter den argentinischen Süßigkeiten ist Dulce de leche am bekanntesten. Es handelt sich dabei um eine karamellartige, dunkelbraune Creme aus Milch und Zucker, die für Kuchen, als Brotaufstrich beim Frühstück und als Dessertsauce genutzt wird. Auch als Füllung für „Alfajores“ und „Facturas“ findet sie Verwendung. Alfajores sind runde Doppelkekse mit einem Schokoladen-Überzug und einer Füllung. Factura ist ein Sammelbegriff für süße Backwaren, zu denen auch Croissants und Donuts gehören.
Argentinien ist auch berühmt für seine Weine, hauptsächlich Rotweine aus der Provinz Mendoza, wo die klimatischen Bedingungen für den Weinbau ideal sind.
Ein weiteres typisches argentinisches Getränk ist der bittere Mate-Tee, auch „Yerba-Mate“ genannt. Er wird wegen seiner anregenden und Hunger stillenden Wirkung geschätzt.

## Sport
Sport gehört in Argentinien zu den beliebten Freizeitaktivitäten. Fútbol (Fußball) ist mehr eine nationale Leidenschaft als ein Spiel. Argentinien gewann 1978, 1986 und 2022 die Fußballwelt-Meisterschaft der Herren und die Goldmedaille im Herren-Fußball bei den Olympischen Sommerspielen 2004 und 2008. Diego Maradona und Lionel Messi gehören zu den bekanntesten Spielern und zu den besten ihrer Zeit.
Weitere populäre Sportarten sind Tennis, Rugby in der Variante Rugby Union und Hockey. Im Basketball der Männer gewann Argentinien bei der Olympiade 2004 ebenfalls eine Goldmedaille. Der legendäre Formel-1-Fahrer Juan Manuel Fangio stammt aus Argentinien.

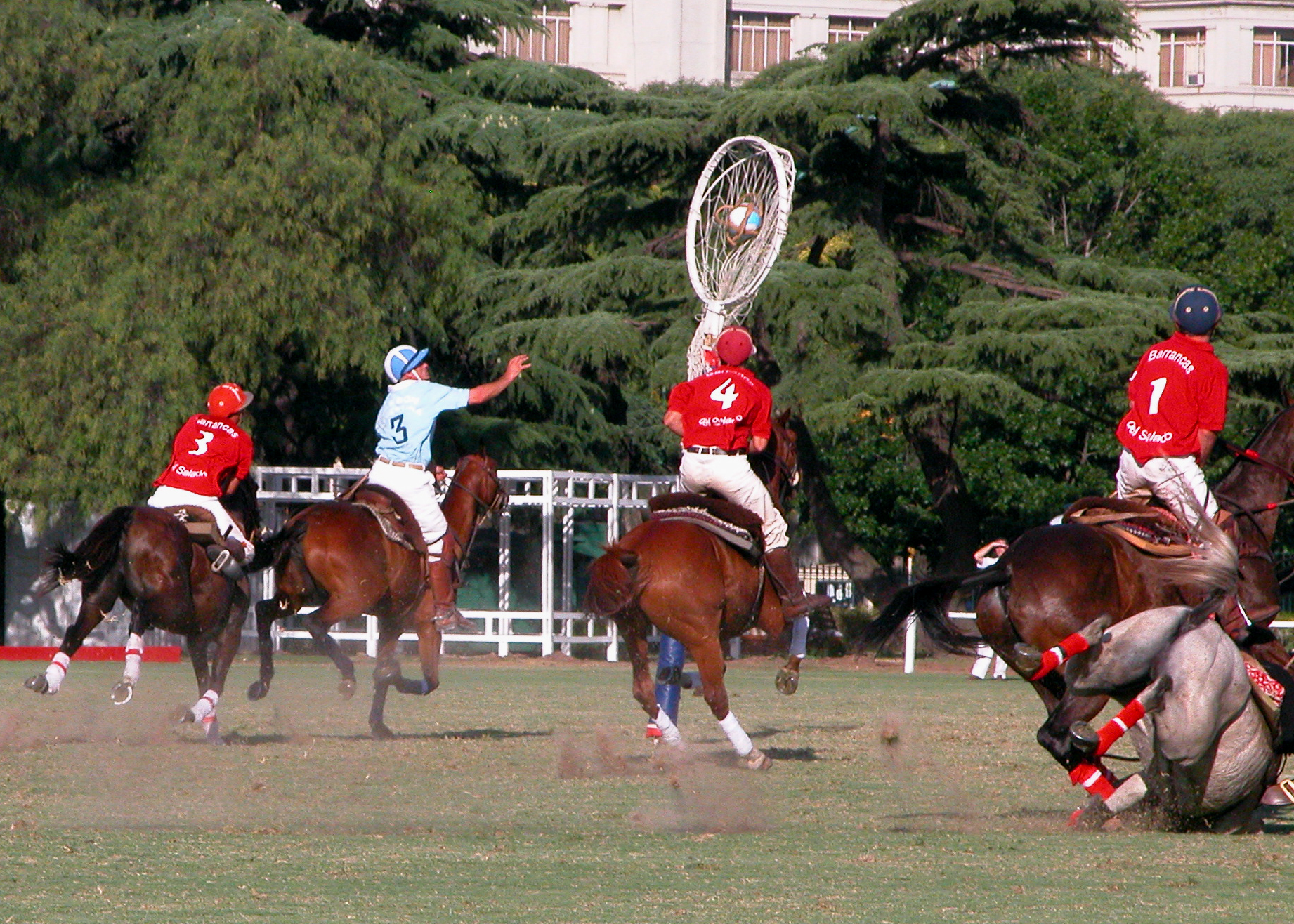
Spieler bei einem Pato-Turnier

Wohlhabende Argentinier, beeinflusst durch englische Bräuche, interessieren sich, entweder passiv oder aktiv, für Golf und Polo, eine Sportart, in der Argentinien international dominiert. In jüngerer Vergangenheit versuchte der international bekannte Polospieler Adolfo Cambiaso, Polo einer breiteren Masse zu öffnen, u. a. durch Einführung von Fußball-Traditionen, z. B. dem Bejubeln von Toren oder das Schwenken von Fahnen. Als Cambiaso vor einigen Jahren Tickets für die Argentine Open an Fans seines Lieblings-Fußballclubs CA Nueva Chicago verteilte, stieß dieses vor allem bei traditionelleren Polo-Fans auf Kritik.
Der offizielle Nationalsport jedoch ist Pato, auf Deutsch „Ente“, obwohl es nur noch selten gespielt wird.
Mehr als die Hälfte der Bevölkerung übt eine Sportart aus oder betätigt sich auf andere Art körperlich. In einer Studie gab ein Drittel der Befragten an, Fußball zu spielen, jeder Vierte besucht ein Sportstudio und fast ebenso viele fahren gerne mit dem Fahrrad. Fast die Hälfte geht außerdem gerne spazieren oder walkt (Mehrfachnennungen möglich).
Siehe auch: Fußball in Argentinien, Polo in Argentinien

## Freizeit
Eine Studie fand heraus, dass für fast 80 % der Argentinier der Besuch von Freunden und Verwandten die wichtigste Freizeitaktivität ist. Weit verbreitet sind auch Mannschaftssportarten und der Besuch von Sportveranstaltungen. Jüngere gehen gerne tanzen, während Ältere es vorziehen, auswärts essen zu gehen.
Fast 97 % der argentinischen Haushalte besaß 2004 einen Fernseher und jeder Argentinier schaute im Durchschnitt 3,4 Stunden pro Tag fern. Am beliebtesten waren Filme, gefolgt von Übertragungen von Sportveranstaltungen und sog. Telenovelas.
Volksfeste und Festivals an lokalen Feiertagen besuchen im Durchschnitt 4 von 10 Argentiniern, wobei es hier große Unterschiede je nach Wohnort gibt. So gehen in der Region Buenos Aires (AMBA) nur knapp 20 % zu solchen Veranstaltungen, während es in der Region NEA 57,8 % sind. Sog. Peñas werden von 13 % besucht, fast die Hälfte geht auf Feste ihres Stadtteils oder Dorfes, ungefähr ein Viertel besucht Kirchenfeste.
Ein Beispiel für Geselligkeit kann man am Día del Amigo, dem „Tag des Freundes“ am 20. Juli erleben. Dieser Tag hat seinen Ursprung in Argentinien und wurde in den letzten Jahren besonders unter jüngeren so populär, dass die Unterhaltungszentren in den Städten (Bars, Diskotheken, Kinos etc.) bis zum Morgengrauen so voll sind wie sonst nur an Weihnachten und am Silvesterabend.